# Citroën-Kégresse P28
L'Automitrailleuse de Reconnaissance Citroën-Kégresse P28 o AMR P28 era un'autoblindo semicingolata francese sviluppata tra le due guerre mondiali.

## Storia
Nel 1930 l'Armée de terre era alla ricerca di un veicolo blindato leggero polivalente. La Citroën presentò un suo modello, denominato Type N, che venne presentato ai militari. Il mezzo non venne accettato e, profondamente riprogettato, venne infine accettato come P18. Il motore della Citroën AC6 da 2.442 cm³ venne rimpiazzato con uno da 3.015 cm³. Il treno di rotolamento tipo "Kégresse-Hinstin" era lo stesso del Citroën-Kégresse P26.
Ad ottobre del 1931 venne emanato un primo ordine di 50 autoblindo. I primi 4 mezzi di preserie vennero testati alla fine di dicembre del 1932 e a seguire vennero prodotti i restanti 46 esemplari. Tuttavia non seguirono altri ordinativi, in quanto il P28, una volta in servizio, non si rivelò soddisfacente, in particolare a causa dell'elevato consumo di carburante, per la rapida usura dei cingoli e perché sottodimensionato.
Nel 1933, l'Uruguay acquistò tre P28, che furono assegnati alla Guardia Metropolitana. Un esemplare sopravvissuto è esposto come gate guardian presso una caserma di Montevideo.